# Heinrich Löhlein
Heinrich Ludwig Löhlein (* 1. Februar 1871 in Karlsruhe; † 2. März 1960 in Herrsching am Ammersee) war ein deutscher Vizeadmiral, Chef vom Nachrichtenbüro und des Allgemeinen Marineamtes.

## Leben

### Familie
Heinrich Löhlein war ein Sohn des Offiziers, Schriftstellers, Regierungsrates und Gefängnisdirektors Ludwig Wilhelm Löhlein und dessen Ehefrau Emilie, geborene Bleidorn (1848–1920), Tochter des Bürgermeisters von Durlach. Er hatte noch drei Schwestern sowie vier Brüder.

### Kaiserliche Marine
Nach dem allgemeinen Schulbesuch trat Löhlein im April 1888 in die Kaiserliche Marine ein und erhielt seine seemännische Grundausbildung. Seine Beförderung zum Leutnant zur See erfolgte 1894 und in der Zeit von 1893 bis 1895 war er als Wachoffizier auf dem Kanonenboot Iltis beim Ostasiengeschwader eingesetzt. Ab 25. Februar 1895 war er bis September 1897 Kommandant auf dem Tender Ulan. Zum Kapitänleutnant wurde er 1901 befördert und daraufhin bis 1902 als Artillerieoffizier auf dem Großen Kreuzer Vineta in Mittelamerika tätig. Im Jahre 1904 stieg er als Navigationsoffizier auf das Linienschiff Wittelsbach auf. Von dort wurde er 1906 als Dezernent in die Militärische Abteilung des Reichsmarineamtes nach Berlin versetzt.
Anschließend versah er von September 1909 bis September 1910 seinen Dienst als Kommandant des Kleinen Kreuzer Pfeil und wurde am 15. September 1910 in gleicher Eigenschaft auf den Kleinen Kreuzer Berlin versetzt. Am 28. Juni 1911 lief die Berlin von Kiel mit Kurs auf Agadir aus, um dort das während der zweiten Marokkokrise („Pantersprung nach Agadir“) stationierte Kanonenboot Panther abzulösen. Der Kreuzer verblieb in Agadir gemeinsam mit der Eber bis November 1911.
Als Fregattenkapitän wechselte Löhlein am 12. November 1911 in das Nachrichtenbüro des Reichsmarineamtes. Nach einer kurzen Einarbeitung wurde er 1912 Chef des Nachrichtenbüros und zum Kapitän zur See befördert.
Mit Ausbruch des Ersten Weltkrieges 1914 war durch die Mobilmachungsordnung das Nachrichtenbüro des Reichsmarineamtes de facto dem Admiralstab zugeteilt worden. Wegen der daraus entstandenen Spannungen zwischen den militärischen Einrichtungen, trat Ende August 1914 Löhlein und Hugo-Ferdinand Dähnhardt in Zustimmung mit dem Staatssekretär Clemens von Delbrück an den Referenten des Reichstages für Militär- und Kolonialfragen Matthias Erzberger mit dem Vorschlag heran, eine zentrale Stelle für die Pressearbeit und den Nachrichtenaustausch unter seiner Führung zu schaffen. So entstand bis Oktober 1914 die „Zentralstelle für Auslandsdienst“ beim Auswärtigen Amt, wohin u. a. Löhleins Mitarbeiter Ernst Jäckh und Paul Rohrbach wechselten. Mit der Gründung der Zentralstelle war er als ehrenamtlicher Vertreter für das Reichsmarineamt im beratenden Ausschuss der Zentralstelle gemeinsam u. a. mit Arnold Wahnschaffe, Paul Rohrbach und Ernst Jäckh.
Mitte 1914 hatte Löhlein die regelmäßige Pressekonferenz im Reichstag übernommen, welche eigentlich vom Heer eingerichtet worden war. Als er im Zuge dieser Pressekonferenz die Medienvertreter gegen das Auswärtige Amt verteidigte, forderte Theobald von Bethmann Hollweg von Alfred von Tirpitz Mitte Dezember 1914 die sofortige Absetzung von Löhlein. Kurze Zeit später legte Löhlein von sich aus die Leitung der Pressekonferenz nieder und der Konflikt ebbte ab.
Auch Heinrich Löhlein erhielt einen neuen Aufgabenbereich und war ab Juni 1915 Chef der Zentralabteilung im Reichsmarineamt und wurde Beauftragter von Alfred von Tirpitz. Seinen bisherigen Arbeitsbereich im Nachrichtenbüro übernahm der ehemalige Marineattachés des Deutschen Reiches für Japan, Kapitän zur See Paul Fischer. Bereits im September 1914 hatte Löhlein maßgeblich am Aufruf An die Kulturwelt! mitgewirkt. Da sich aber die kritischen, öffentlichkeitswirksamen Positionen zwischen dem Staatssekretär im Reichsmarineamt Alfred von Tirpitz und dem Reichskanzler bzgl. der Führung des U-Bootkrieges und auch an von Löhlein als Vertreter von von Tirpitz falsch interpretierte Zahlen zur Flottengröße (Löhlein unterschied dabei u. a. in Schulschiffe, Prototypen und Planfertigstellungen, welche in der Gesamtzahl als aktuelle Flottengröße verstanden wurde) verschärfte, kam es am 16. März 1916 zu von Tirpitz Rücktritt und weiteren personellen Umstrukturierungen in der Marinebehörde, die auch Löhlein betrafen. Anfang März 1916 hatte Bethmann Hollweg Tirpitz in einem Brief direkt für die vermeintlich fehlerhaften Zahlen, welche Löhlein präsentiert hatte, verantwortlich gemacht.
In Folge dieser Konsequenzen übernahm Löhlein kurzfristig im Juni 1916 das Kommando über das Linienschiff Oldenburg und wurde im Anschluss daran Kommandant des Großlinienschiffes König Albert. Am 14. Juli 1916 kehrte er als Kommandant auf die Oldenburg zurück. Vom 16. August bis zum 7. Oktober 1918 fungierte Löhlein als Befehlshaber der Sicherung der Nordsee. Anschließend kehrte er in das Reichsmarineamt zurück und wurde Chef des U-Boot-Amtes (U). Für sein Wirken während des Krieges hatte Löhlein neben beiden Klassen des Eisernen Kreuzes den Kronen-Orden II. Klasse mit Schwertern erhalten.
Nach Konstituierung der Weimarer Republik war er 1919 in der Admiralität eingesetzt, zum Konteradmiral befördert worden und anschließend bis 1921 in den Kabinetten Bauer, Müller I, Fehrenbach und Wirth I Chef des Allgemeinen Marineamtes (B) der 1920 gebildeten Marineleitung. In dieser Position nahm er an ausgewählten Kabinettssitzungen und Besprechungen des Ministerrates teil. Am 20. Dezember 1920 erfolgte mit RDA vom 1. November 1920 seine Beförderung zum Vizeadmiral, bevor er am 26. September 1921 aus dem Militärdienst verabschiedet wurde. Er nahm noch bis Sommer 1921 an den jeweiligen Kabinettssitzungen teil.
Heinrich Löhlein verstarb im Jahre 1960.